# 波盧伊河 (斯塔拉河支流)
波盧伊河（烏克蘭語：Полуй），是烏克蘭的河流，位於該國西部，屬於斯塔拉河的左支流，發源自羅斯托維亞季齊亞東北面，流經外喀爾巴阡州，河道全長24公里，流域面積79.9平方公里。